# آراس حبيب كريم
آراس حبيب محمد كريم من القبيلة الملكشاهية الكردية، رجل أعمال سابق وسياسي عراقي كان معارضاً لحكومة العراق البعثية برئاسة صدام حسين ولعب دورا في إقناع الولايات المتحدة لغزو العراق للإطاحة بحُكمه في عام 2003. بَعد وفاة أحمد الجلبي المُفاجئة عام 2015 أُختير آراس حبيب محمد کریم زَعيماً للمؤتمر الوطني العراقي.

## حياته
ولد آراس حبيب محمد كريم لأسرة الملكشاهیة الكردیة. في مَرحلة شَبابِه الباكِر اختارَ حبيب المُعارضة سَبيلاً لتغيير حكم حزب البعث في العراق. في سَبيل تَطبيق ما يُؤمِن بِه وما يَتبناهُ مِن فِكرٍ ليبرالي انضم إلى أكبر خَيمة للمُعارضة العراقية لحكم صدام حسين وهي “المُؤتَمر الوَطَنيُ العِراقي” الذي أسَسّهُ أحمد الجلبي الذي كانَ لَهُ الدَورُ الأَبرَز لتغيير نظام الحكم في العراق، وإنشاء نظام جديد.
فَوالدَهُ حبيب محمد كريم كانَ واحِداً مِن القِيادات للحِزب الديمُقراطي الكردستاني “ثالِث أَقدم سِكرتير للحِزب الديمقراطي الكردستاني بَعد حَمزة عبد الله وإبراهيم أَحمد”. مِن هذهِ البيئة انطلق آراس حبيب إِلى العَمل السياسي. بَعد رَحيل الجَلبي المُفاجِئ عام 2015 أُختير آراس حَبيب زَعيماً للمُؤتَمر الوطني.